# Ергенекон
Eргенекон (на турски: Ergenekon) е тайна ултранационалистическа организация в Турция, членове на която са някои високопоставени ръководители във въоръжените сили и органите за безопасност на Турция, обвиняема в опит за държавен преврат в Турция.
Предполагаем лидер на организацията е бившият генерал в оставка Вели Кючюк.
Властите считат „Eргенекон“ за террористическа организация, обвинянана е, че извършва политически убийства (включително в убийство на турския президент Тургут Йозал след като обявява намерението си да сключи мир и прекрати гражданската война в Кюрдистан, етническо прочистване в Кюрдистан), в съпричастност към два военни преврата, погроми и други черни дела. По мнение на републиканската прокуратура на Турция, основна цел на Eргенекон се предполага, че е подготовка почвата за военен преврат по пътя на създаване в страната на атмосфера на хаос и анархия. Наречена е в чест на митично място в планината Алтай, което, съгласно тюркски легенди, се възприема като родина на всички тюрки. По делото на „Eргенекон“ са арестувани около сто души, обвинени в подготовката на държавен преврат.

## Разследване
Делото на тайната организация „Eргенекон“ започва през юни 2007 г. Тогава в дома на армейския генерал в оставка в Истанбул са намерени 28 ръчни гранати. Както заявява следствието, те принадлежат на неизвестната дотогава групировка „Eргенекон“ – тайно общество, което внедрява хората си във всички сфери на турското общество и се опитва да ръководи армията, средствата за масова информация, политическите партии и академичните кръгове. На тази организация се приписва отговорността за убийството на арменския журналист Хрант Динк през януари 2007 г. Предполага се, че членове на „Eргенекон“ са планирали убийството на писателя Орхан Памук.
На първия етап от разследването са арестувани 49 души, след което числото им нараства. Сред арестуваните по това дело има военни в оставка, бизнесмени, известни обществени деятели, включително генералният секретар на Работническата партия на Турция Догу Перинчек.
Известно е, че Догу Перинчек не веднъж е посещавал Русия и тясно е сътрудничил с лидера на Международното евразийско движение Александър Дугин. По този повод средствата за масова информация писаха за „руска следа“ в това дело.
На втория етап след 13-месечно разследване на 14 юли 2008 г. е внесен обвинителен акт с обем от 2455 страници срещу 84 заподозрени. Според турската светска опозиция воденият от правителството процес е „отмъщение за водещото се в Конституционния съд дело срещу управляващата Партия на справедливостта и развитието (ПСР) с ислямистки корени“. Заподозрените настояват, че не са вършили нищо незаконно или срещу интересите на Турция, а ръководството на турските въоръжени сили отрича връзки с „Ергенекон“. Според левият писател и учен от Анкарския университет Тюркер Алкан, „разследването е отражение на борба за власт между секуларистите и ислямистите, а не крачка към по-високи демократични стандарти“.
На 6 януари 2012 г. бивш главнокомандващ на турските въоръжени сили е арестуван по обвинение в опит за преврат. Той е най-високопоставеният офицер свързан с разследването срещу „Eргенекон“ през 2010 г. Според аналитиците, разследването по случая „Ергенекон“ е насочено срещу опонентите на управляващата партия. Западните медии критикуват арестите на стотина журналисти в Турция, обвинени също за връзки с „Ергенекон“.

## Известни членове на организацията и обвиняеми по делото Eргенекон
- Вели Кючюк (Veli Küçük) – генерал в оставка.[6]
- Шенер Еруйгур (Şener Eruygur) – генерал с четири звезди в оставка.[6]
- Хуршит Толон (Hurşit Tolon) – генерал с четири звезди в оставка.[6]
- Мехмет Хаберал – професор, депутат от парламента на Турция.[7]
- Мустафа Балбай – журналист, депутат от парламента на Турция.[7]
- Eрол Мютерджимляр (Erol Mütercimler) – писател.[6]

## Мнения за делото
Турският политолог, лидер на Работническата партия на Турция и един от водещите турски националисти Мехмет Перинчек обвинява САЩ в иницииране на делото „Eргенекон“, разтревожени от опита на част от военния елит през 2009 г. да постави на дневен ред въпроса за излизането на Турция от НАТО. По мнение на Перинчек „делото „Eргенекон“ е внимателно планирана от САЩ операция против настроените антиамерикански турски патриоти“.